# Vuelta a España 1956
Die 11. Vuelta a España war ein Radrennen, das vom 26. April bis zum 13. Mai 1956 ausgetragen wurde. Das Etappenrennen bestand aus 19 Abschnitten mit einer Gesamtlänge von 3516 Kilometern. Sieger wurde der Italiener Angelo Conterno, die Bergwertung sicherte sich der Italiener Nino Defilippis, der Belgier Rik Van Steenbergen gewann die Punktewertung. Die Mannschaftswertung gewann Spanien.

## Etappen
| Etappen     | Start – Ziel                      | km       | Etappensieger       | Gesamterster        |
| ----------- | --------------------------------- | -------- | ------------------- | ------------------- |
| 1. Etappe   | Bilbao – Santander                | 203      | Rik Van Steenbergen | Rik Van Steenbergen |
| 2. Etappe   | Santander – Oviedo                | 248      | Angelo Conterno     | Angelo Conterno     |
| 3. Etappe   | Oviedo – Valladolid               | 175      | Miguel Poblet       | Angelo Conterno     |
| 4. Etappe   | Valladolid – Madrid               | 212      | Claude Le Ber       | Angelo Conterno     |
| 5. Etappe   | Madrid – Albacete                 | 241      | Miguel Poblet       | Angelo Conterno     |
| 6. Etappe   | Albacete – Alicante               | 227      | Miguel Poblet       | Angelo Conterno     |
| 7. Etappe   | Alicante – Valencia               | 182      | Rik Van Steenbergen | Angelo Conterno     |
| 8. Etappe   | Valencia – Tarragona              | 249      | Rik Van Steenbergen | Angelo Conterno     |
| 9. Etappe   | Tarragona – Barcelona             | 163      | Hugo Koblet         | Angelo Conterno     |
| 10a. Etappe | Barcelona – Barcelona             | 21 (MZF) | Frankreich          | Angelo Conterno     |
| 10b. Etappe | Barcelona – Tàrrega               | 112      | Gilbert Bauvin      | Angelo Conterno     |
| 11. Etappe  | Tárrega – Saragossa               | 238      | Rik Van Steenbergen | Angelo Conterno     |
| 12. Etappe  | Saragossa – Bayonne (F)           | 274      | Giancarlo Astrua    | Angelo Conterno     |
| 13a. Etappe | Bayonne (F) – Irun                | 43 (EZF) | Claude Le Ber       | Angelo Conterno     |
| 13b. Etappe | Irun – Pamplona                   | 111      | Roger Walkowiak     | Angelo Conterno     |
| 14. Etappe  | Pamplona – Donostia-San Sebastián | 195      | Rik Van Steenbergen | Angelo Conterno     |
| 15. Etappe  | Donostia-San Sebastián – Bilbao   | 225      | Nino Defilippis     | Angelo Conterno     |
| 16. Etappe  | Bilbao – Vitoria-Gasteiz          | 207      | Benigno Azpuru      | Angelo Conterno     |
| 17. Etappe  | Vitoria-Gasteiz – Bilbao          | 190      | Rik Van Steenbergen | Angelo Conterno     |